# Dávid Verrasztó
Dávid Verrasztó (ur. 22 sierpnia 1988 w Budapeszcie) – węgierski pływak specjalizujący się w stylu zmiennym na dystansie 400 m, dwukrotny wicemistrz świata i trzykrotny mistrz Europy.
W 2014 i 2016 roku został mistrzem Europy na dystansie 400 m stylem zmiennym.
Uczestnik Igrzysk Olimpijskich z Londynu na 200 i 400 m stylem zmiennym (22. miejsce).
Jest synem Zoltána Verrasztó, węgierskiego pływaka i olimpijczyka oraz bratem Evelyn Verrasztó, również pływaczki i medalistki mistrzostw Świata i Europy.